# Fort de l’Infernet
Das Fort de l’Infernet ist ein französisches Fort auf dem in den Cottischen Alpen gelegenen
Westgrat des Sommet des Anges. Die Infanteriefestung überragt den Osten und Nordosten der Gemeinde Briançon im Département Hautes-Alpes (Region Provence-Alpes-Côte d’Azur). Sie war zur Absicherung der italienischen Grenze erbaut worden.

## Etymologie
Der Name Infernet stellt eine Zusammenziehung des Französischen Petit Enfer (kleine Hölle) dar. Dies bezieht sich auf die erhöhte Blitzgefahr auf dem Grat. So erinnert ein Obelisk an einen im Jahr 1934 vom Blitz erschlagenen Soldaten.

## Geographie

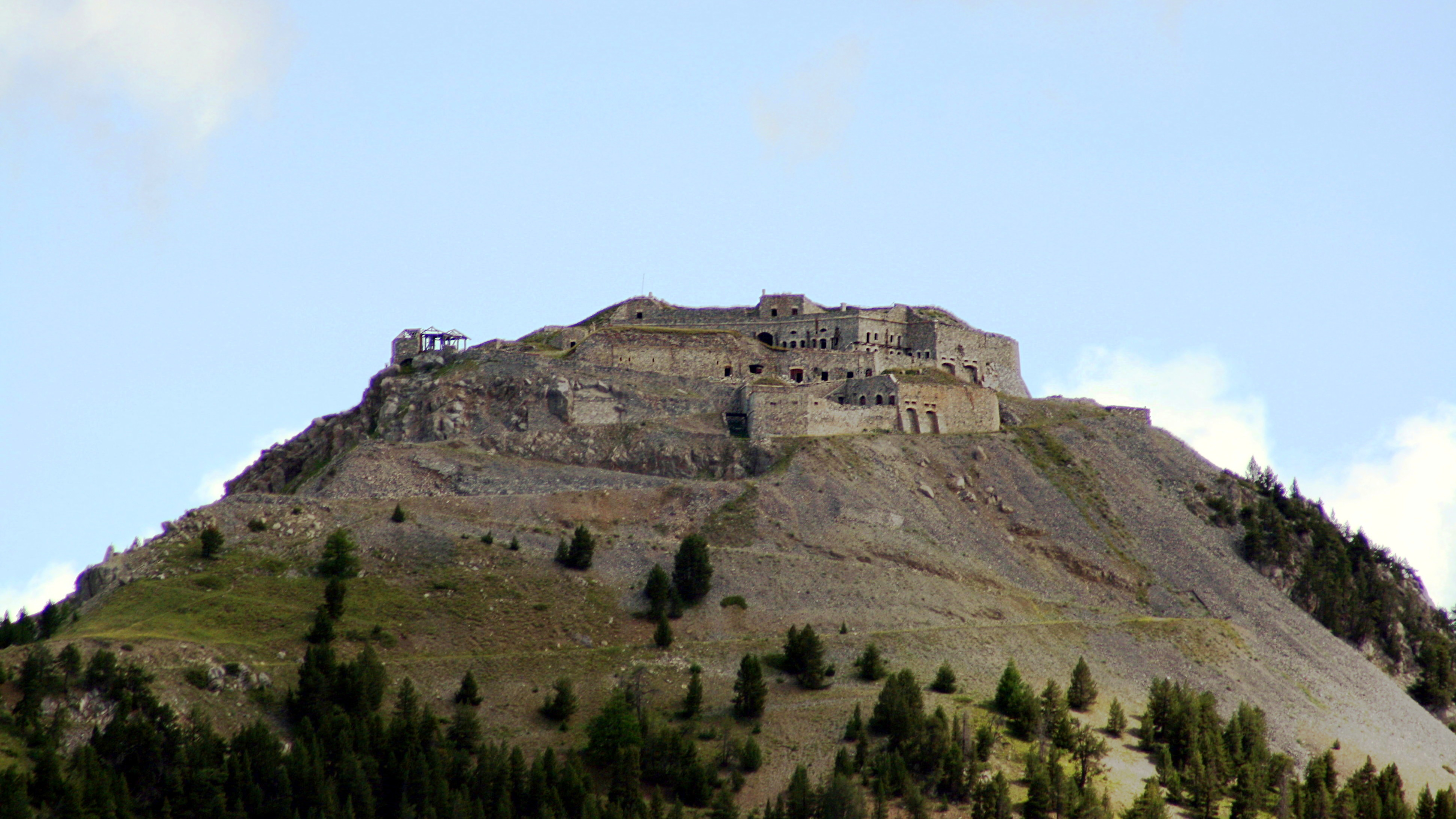
Das Fort de l’Infernet

Das zwischen Juni 1874 und September 1880 erbaute Fort de l’Infernet befindet sich auf 2377 Meter Meerhöhe, etwa 4 Kilometer östlich von Briançon. Es fußt auf dem am weitesten westlich gelegenen Felsvorsprung der vom Sommet des Anges herüberziehenden Crête du Gondran (Gondran-Grat). Unterhalb des Forts tauchen bewaldete Hänge bis zur Cerveyrette hinunter ab, die südlich von Briançon in die Durance mündet.
Am Fort lag ferner etwas tiefer abgesetzt im Südwesten ein externes Pulvermagazin. Es war zwischen 1890 und 1891 in den Berghang hinein getrieben worden und versorgte vor allem das Fort du Gondran. Auf La Cochette – einer östlich anschließenden Einsattelung im Gondran-Grat auf 2200 Meter Höhe – befanden sich 15 langgestreckte, einstöckige Kasernengebäude, die einer Besatzung von 1500 Mann Platz boten und außerdem die telegraphische Verbindung zum Fort du Gondran und zum Fort du Janus aufrechterhielten.

## Geologie
Vom nächsthöheren östlichen Gipfel des Gondran-Grats – dem 2354 Meter hohen L’Ombilic – wird das Fort durch die Clarée-Störung abgetrennt. Diese Nord-Süd-streichende Störung stellt die östliche Terrangrenze des Briançonnais dar. Sie wird von einem Band an leicht verwitterbaren Rauhwacken begleitet, die den Sattel Col de la Cochette markieren. Das Fort und seine Abhänge gehören zur Infernet-Einheit, die durch eine Abfolge jurassisch/kretazischer Sedimente in gewöhnlicher Briançonnais-Fazies gekennzeichnet wird. Unterlagert wird diese Abfolge von obertriassischen Dolomiten des Noriums. Etwas tiefer am Westgrat am Geländepunkt La Seyte folgt dann abgetrennt durch einen tektonischen Kontakt die sehr ähnliche La-Seyte-Einheit. Die Infernet-Einheit bildet eine nach Osten gekippte Antiklinale, deren Kern unmittelbar westlich des Forts von norischen Dolomiten gebildet wird. Das Fort selbst liegt jedoch auf Malm in der Fazies Marbre de Guillestre und anschließendem Dogger.

## Beschreibung

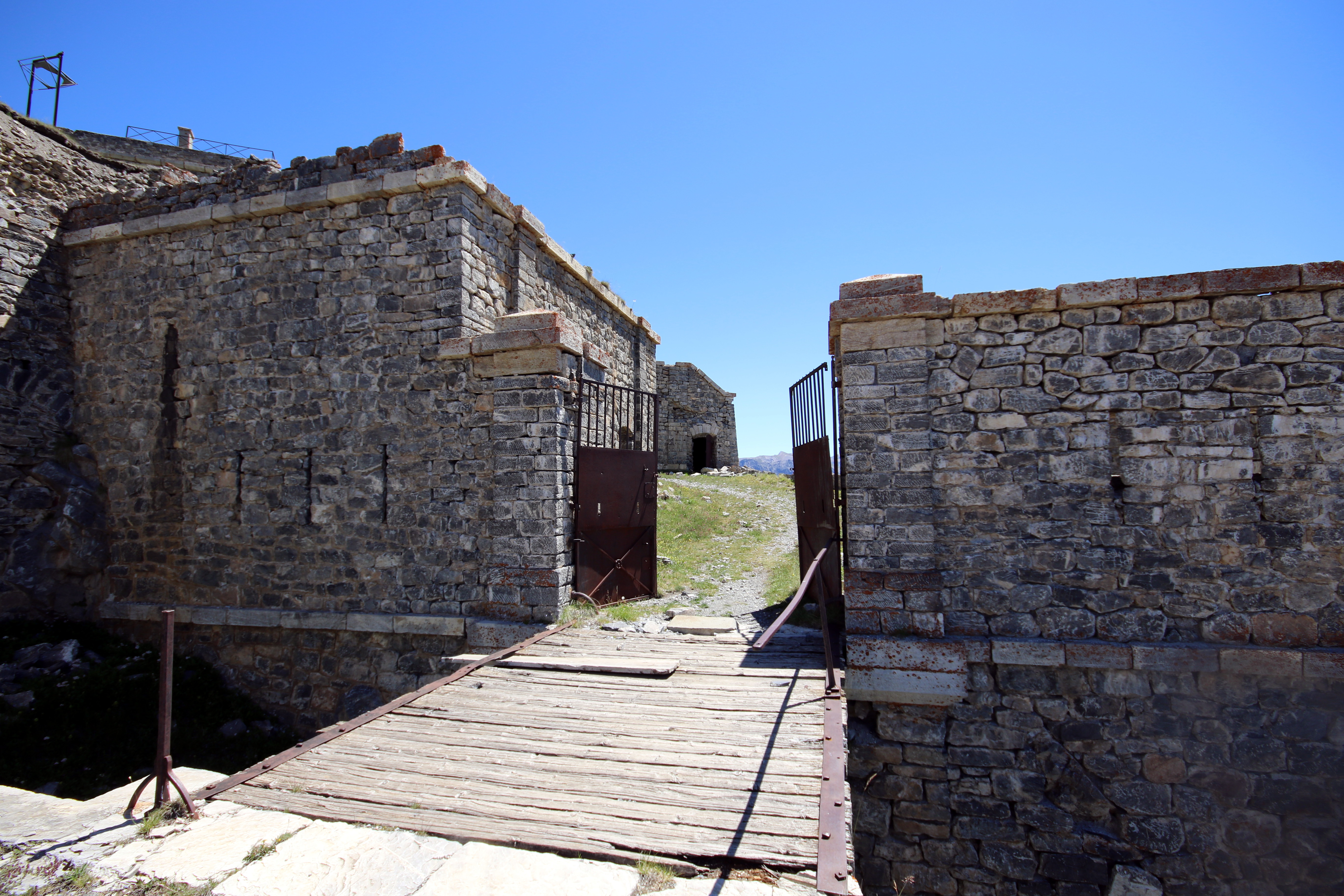
Eingang mit demontierbarer Brücke

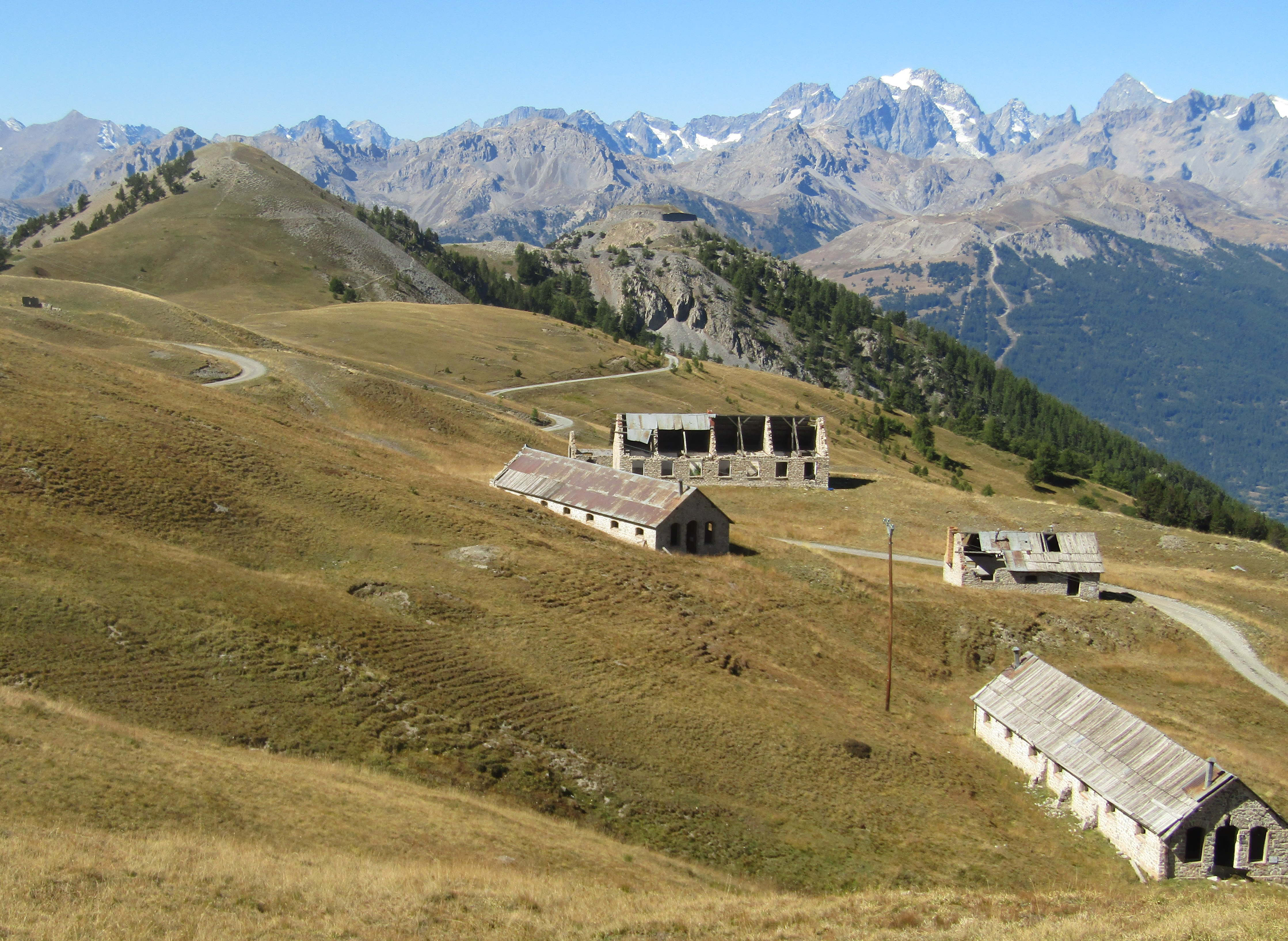
Blick vom Sommet des Anges nach Westen über den L’Ombilic zum Fort de l’Infernet. Im Hintergrund das Pelvoux-Massiv.

Das Fort – mit einem maximalen Durchmesser von 140 Meter – ist eines der ersten Festungsanlagen des Typs Séré de Rivières mit hexagonalem Grundriss. Seine Baukosten betrugen 1.130.500 Millionen Franc in Gold. Es war als Garnison im Jahr 1881 für eine 210 Mann starke Besatzung ausgelegt. Mit insgesamt 16 Artilleriegeschützen bildete es einen Stützpfeiler im Abwehrriegel um Briançon. Seine Hauptaufgabe lag in der Verriegelung des Tals der durch Briançon fließenden Durance gegenüber Angriffen aus Italien, dessen Staatsgrenze über den Col de Montgenèvre verläuft. Das Fort war zwischen 1878 und 1881 mit 5 Kanonen des Kalibers 138 und 7 Kanonen des Kalibers 155 Millimeter sowie mit 4 Mörsern bestückt, welche in Richtung Plampinet, zum Gondran-Grat und zum Col d’Izoard zeigten. Im Jahr 1893 wurden 2 Kanonen des Kalibers 155 Millimeter durch 2 Kanonen des Kalibers 95 Millimeter ersetzt.
Das Fort besaß keinerlei Kaponnieren und bedingt durch die Ausgesetztheit des Geländes waren mehrere Unterbrechungen in seinem hexagonalen Lageplan die Folge. Zwischen zwei Pfeilern öffnete der mit einer demontierbaren Brücke versehene Eingang nach Nordwesten. Rechterhand lag das Wachthaus, in dem noch die Bettgestelle der einzelnen Lager zu erkennen sind. Da das Fort an einem Berghang errichtet worden war, staffeln sich die einzelnen Etagen übereinander bis zum Gipfel. Nach Durchqueren des Eingangs führte der Innenweg nach zwei Haarnadelkurven bis hoch zum Gipfelplatz. 
Auf der Achse des Eingangs lag dahinter ein erstes einstöckiges Gebäude, das von zwei Artillerieplattformen überdeckt wurde. Vor diesem Gebäude befand sich die erste nach links hochziehende Haarnadelkurve. Der ansteigende Weg führte anschließend am Pulvermagazin vorbei, das 80 Tonnen Schwarzpulver lagerte. Zusammen mit dem Fort de Joux ist Infernet das einzige Fort mit versetzten Fundamenten. Da das Fort abgewandt zur vermuteten Angriffsrichtung zu liegen kam, konnten auf seiner linken Flanke zwei Fensteröffnungen ausgespart werden. Auffallend hierbei ist ein beeindruckender Einschnitt im Lageplan.
Die zweite Haarnadelkurve nach rechts führte zum großen Innenhof des Forts, der auf der Ostseite von einem fünfjochigen, einstöckigen Kasernengebäude abgeriegelt wird. Das Gebäude schloss nicht geradlinig mit dem Hof ab, sondern war nach innen leicht eingewinkelt. Darüber befand sich ein Artilleriekavalier mit einfacher und doppelter Schutztraverse. Die gesamte Westfront hatte unterhalb vorgelagerte Infanteriestellungen. Das Fort verfügte außerdem über Wasserspeicher und sogar zwei von Mulis angetriebene Lifte zum Fort du Randouillet und zum Gondran-Grat. Es sind noch zahlreiche Metallgegenstände vorhanden wie beispielsweise Bettgestelle, Brotofen, Küchenherd, Türen und Fensterläden.
Noch heute ist zu erkennen, dass das Gelände sehr instabil auf Artilleriefeuer reagiert hatte.
Der Ausblick vom Fort ist von erhebender Schönheit und überstreicht das Pelvoux-Massiv und den Pic de Rochebrune.
Das Fort ist heute im Besitz der Gemeinde Montgenèvre und leider dem Verfall überlassen.

## Geschichte

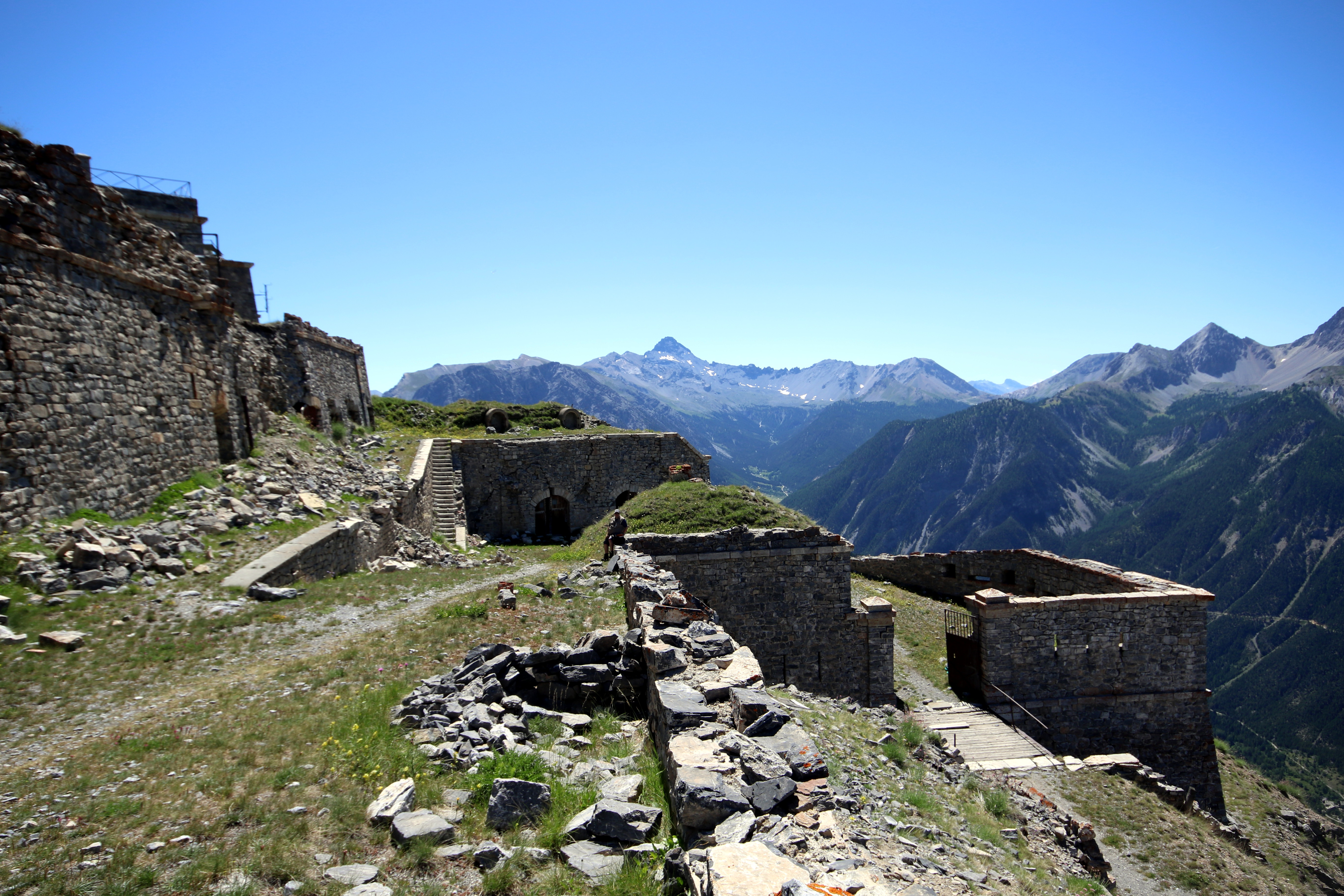
Blick nach Südosten über den Eingangskomplex zum Pic de Rochebrune

Baubeginn des Forts war im Juni 1874. Zwischen 1878 und 1880 wurde die Mur de Serre des Armes dem Fort hinzugefügt – eine 800 Meter lange, gemauerte Infanterie-Grabenstellung, um die Umgehung des Forts im Norden zu verhindern. Ab 1878 bis 1894 wurden die beiden Lifte nach dem Fort du Randouillet und zum Gondran-Grat installiert. Der Anschluss ans Telegraphennetz erfolgte zwischen 1900 und 1914.
Die Sollbesatzung im Jahr 1914 bestand in 466 Mann für das Fort, 103 Mann für die Grabenstellung und 33 Mann für die neu hinzugekommene Artilleriestellung La Seyte. Bei der Mobilmachung zum Ersten Weltkrieg bestand die Besatzung jedoch nur aus 431 Mann, die teils auch noch auf die Kasernengebäude im Sattel La Cochette verteilt war. Bis zum Jahresende von 1915 wurde die Artilleriebewaffnung sukzessiv abgezogen und an die Front in Nordostfrankreich verlegt. Im Jahr 1916 war das Fort dann schließlich vollkommen entwaffnet, da Italien sich bereits im Mai 1915 auf die Seite der Alliierten begeben hatte. Das Fort war dann bis 1940 nicht belegt, wurde aber aufgrund der politischen Spannungen weiter in Stand gehalten.
Im Zweiten Weltkrieg eröffneten während der Schlacht in den Westalpen ab dem 23. Juni 1940 vier französische Mörser des Kalibers 280 Millimeter das Feuer in Richtung italienische Grenze. Sie standen ab dem 21. Juni im Weiler Poët-Morand südlich unterhalb des Forts und zielten auf die italienische Festung auf dem Mont Chaberton. Diese bedrohte mit ihren acht großkalibrigen Kanonen das 17 Kilometer weiter unten im Tal der Durance gelegene Briançon. Das französische Mörserfeuer unter dem Kommando von Leutnant Miguet konnte im Verlauf mehrerer Tage sechs der acht italienischen Gefechtstürme ausschalten – was einen bedeutenden technischen Erfolg der französischen Artillerie darstellte. Das Fort war zwar unter Beschuss seitens der italienischen Artillerie geraten, hatte aber keinerlei größere Schäden dabei erlitten.